# Eichen (Drolshagen)
Eichen (ⓘ) ist ein Dorf im südlichen Sauerland. Es bildet eine Ortschaft und zusammen mit Eichenermühle den Ortsvorsteherbezirk Eichen der Stadt Drolshagen im nordrhein-westfälischen Kreis Olpe. Zum 31. Dezember 2022 hatte Eichen 171 und Eichenermühle 25 Einwohner.

## Geschichte
Zum ersten Mal urkundlich erwähnt wurde Eichen, zusammen mit den benachbarten Ortschaften Berlinghausen und Brachtpe, im Jahr 1349.
Zum Dorf gehört das Baudenkmal Eichener Mühle, die 1512 erstmals erwähnt wurde. Sie war eine Bannmühle des Klosters Drolshagen und wurde im 19. Jahrhundert in eine Sägemühle umgewandelt.
Im 18. und 19. Jahrhundert existierte am Ort ein vorindustrieller Eisen produzierender oder verarbeitender Betrieb. Bis 1957 existierte ein Bahnhof an der Strecke der Aggertalbahn.